# إميليانو مونج
إميليانو مونج (بالإسبانية: Emiliano Monge) (6 يناير 1978)؛ روائي مكسيكي. درس في الجامعة الوطنية المستقلة في المكسيك.